# Murski Petrovci
Murski Petrovci (mađarski Murapetróc, prekomurski Mürski ili Mörski Petrovci, njemački Petersdorf) je naselje u slovenskoj Općini Tišini. Murski Petrovci se nalazi u pokrajini Prekomurju i statističkoj regiji Pomurju. Ovdje je rođen Imre Augustič prekomurski pisac, pjesnik i novinar.

## Stanovništvo
Prema popisu stanovništva iz 2002. godine naselje je imalo 125 stanovnika.